# Helcionelloida
Los  helcioneloidos (Helcionelloida) son una clase de moluscos extintos. Es el grupo más antiguo de moluscos con concha, es decir que tenían un caparazón mineralizado. Algunos miembros de esta clase se confundieron con los monoplacóforos. 

## Anatomía
Estos animales tenían la torsión típica de los gasterópodos y con concha. La mayoría de las especies eran de dimensiones pequeñas (las conchas hacían 2 mm). Tenían una apertura para respirar. 

## Taxonomía de 2006-2007
Gastropoda Cuvier, 1797
Subclase Archaeobranchia Parkhaev, 2001
- Orden Helcionelliformes Golikov & Starobogatov, 1975

- Superfamilia Helcionelloidea Wenz, 1938

- Familia Helcionellidae Wenz, 1938
- Familia Igarkiellidae Parkhaev, 2001
- Familia Coreospiridae Knight, 1947

- Superfamilia Yochelcionelloidea Runnegar & Jell, 1976

- Familia Trenellidae Parkhaev, 2001
- Familia Yochelcionellidae Runnegar & Jell, 1976
- Familia Stenothecidae Runnegar & Jell, 1980

- Subfamilia Stenothecinae Runnegar & Jell, 1980
- Subfamilia Watsonellinae Parkhaev, 2001

- Orden Pelagiellifomes MacKinnon, 1985

- Familia Pelagiellidae Knight, 1952
- Familia Aldanellidae Linsley et Kier, 1984

Subclase Divasibranchia Minichev & Starobogatov, 1975
- Orden Khairkhaniifomes Parkhaev, 2001

- Familia Khairkhaniidae Missarzhevsky, 1989

Subclase Dextrobranchia Minichev & Starobogatov, 1975
- Orden Onychochiliformes Minichev & Starobogatov, 1975

- Familia Onychochilidae Koken, 1925